# Matthias Brändle
Matthias Brändle (* 7. Dezember 1989 in Hohenems) ist ein ehemaliger österreichischer Radrennfahrer. Am 30. Oktober 2014 stellte er einen neuen Stundenweltrekord auf.

## Sportlicher Werdegang
Brändle begann mit dem Radsport im Alter von zwölf Jahren beim Mountainbike-Club RV Hohenems und fuhr seine ersten Straßenradrennen für das Pro Cycle Team Bregenz.
2004 wurde er österreichischer Staatsmeister sowohl am Berg als auch im Einzelzeitfahren. Als Junior wurde er zweimal Staatsmeister im Einzelzeitfahren und gewann unter Bundestrainer Jure Pavlic er als erster Österreicher die Trofeo Karlsberg und im selben Jahr die Oberösterreich-Rundfahrt.
Brändle wechselte im Jahr 2008 zum Farmteam des damaligen ProTeams Gerolsteiner, dem Continental Team Team Ista. Im nächsten Jahr erhielt er bei Elk Haus seinen ersten Vertrag bei einem Professional Continental Team und 2010 bei Footon-Servetto einen ProTeam-Vertrag. Für dieses Team bestritt er unter anderem die Vuelta a España 2011 als Helfer des Gesamtsiegers Juan José Cobo. Brändle gewann im Erwachsenenbereich drei österreichische Staatsmeistertitel im Einzelzeitfahren, einmal bei der U23 und zweimal bei der Elite. Zweimal gewann er die Punktewertung der Tour de Romandie.
Am 30. Oktober 2014 stellte der damals 24-Jährige im schweizerischen Aigle, auf der Radrennbahn im World Cycling Centre des Weltradsportverbandes Union Cycliste Internationale, mit 51,852 Kilometer einen neuen Stundenweltrekord auf. Dabei verbesserte er die erst eineinhalb Monate alte Bestmarke des Deutschen Jens Voigt um 737 Meter. Am 8. Februar 2015 wurde Brändles Rekord vom Australier Rohan Dennis überboten.
Beim Zeitfahren der nationalen Titelkämpfe belegte er im Juni 2018 in Stephanshart wie schon im Vorjahr hinter Georg Preidler wieder den zweiten Platz.
Bei der UCI-Straßen-Weltmeisterschaften 2018 in Innsbruck belegte er im September als bester Österreicher den 26. Rang im Einzelzeitfahren. Matthias Brändle wurde seit Herbst 2018 von Mathias Nothegger trainiert und kündigte für 2019 einen Wechsel zum Radsportteam Israel Cycling Academy an, wo er einen Zweijahresvertrag unterschrieb.
Am 22. August 2020 konnte er seinen Erfolg des Vorjahres wiederholen und wurde zum sechsten Mal österreichischer Staatsmeister im Einzelzeitfahren.
Im September 2022 erklärte Brändle im Alter von 32 Jahren seine Radsportlaufbahn für beendet.

## Auszeichnungen
- Im Jänner 2015 wurde Brändle durch den Österreichischen Radsport-Verband zum „Radsportler des Jahres 2014“ gewählt.[7]
- Im Oktober 2018 wurde er in seiner Heimatstadt Hohenems bei der Sportgala ausgezeichnet.[8]

## Erfolge
2004
- Österreichischer Staatsmeister – Berg (Jugend)
- Österreichischer Staatsmeister – Einzelzeitfahren (Jugend)

2006
- Österreichischer Staatsmeister – Einzelzeitfahren (Jugend)

2007
- Gesamtwertung und eine Etappe Trofeo Karlsberg (Junioren)
- Österreichischer Staatsmeister – Einzelzeitfahren (Junioren)

2008
- Punktewertung Tour de Bretagne

2009
- Österreichischer Staatsmeister – Einzelzeitfahren

2010
- Raiffeisen Grand Prix

2011
- Punktewertung Tour de Romandie
- Punktewertung Circuit de Lorraine

2012
- Mannschaftszeitfahren Settimana Internazionale
- GP Stad Zottegem

2013
- Tour du Jura
- Punktewertung Tour de Romandie
- Österreichischer Staatsmeister – Einzelzeitfahren

2014
- Berner Rundfahrt
- Österreichischer Staatsmeister – Einzelzeitfahren
- zwei Etappen Tour of Britain
- Stundenweltrekord mit 51,852 km in Aigle

2015
- eine Etappe Tour of Oman
- Prolog Belgien-Rundfahrt

2016
- Österreichischer Staatsmeister – Einzelzeitfahren
- Österreichischer Staatsmeister – Straßenrennen

2017
- eine Etappe Belgien-Rundfahrt
- Hammer Sprint Hammer Sportzone Limburg
- eine Etappe Dänemark-Rundfahrt

2018
- Österreichische Meisterschaft – Einzelzeitfahren

2019
- Österreichischer Staatsmeister – Einzelzeitfahren
- Prolog Tour of Estonia
- Prolog Tour of Taihu Lake

2020
- Österreichischer Staatsmeister – Einzelzeitfahren

2021
- Österreichischer Staatsmeister – Einzelzeitfahren

## Grand Tours-Platzierungen
| Grand Tour            | 2010 | 2011 | 2012 | 2013 | 2014 | 2015 | 2016 | 2017 | 2018 | 2019 | 2020 | 2021 | 2022 |
| --------------------- | ---- | ---- | ---- | ---- | ---- | ---- | ---- | ---- | ---- | ---- | ---- | ---- | ---- |
| Giro d’ItaliaGiro     | 90   | –    | 111  | –    | –    | –    | DNF  | –    | –    | –    | 126  | 130  | 147  |
| Tour de FranceTour    | –    | –    | –    | –    | –    | 156  | –    | –    | –    | –    | –    | –    | –    |
| Vuelta a EspañaVuelta | –    | 155  | –    | –    | –    | –    | –    | –    | 158  | –    | –    | –    | –    |